# Tatjana Ossipowa
Tatjana Ossipowa (geboren als Tatjana Roschina; * 23. September 1987 in Kökschetau) ist eine ehemalige kasachische Skilangläuferin.

## Werdegang
Ossipowa lief ihr erstes Weltcuprennen im Dezember 2007 in Kuusamo, welches sie mit dem 58. Rang im Sprint beendete. Bei den nordischen Skiweltmeisterschaften 2007 in Sapporo belegte sie den 50. Rang im 15-km-Skiathlon. Ihre besten Platzierungen bei den nordischen Skiweltmeisterschaften 2009 in Liberec waren der 44. Platz im Skiathlon und der zehnte Platz in der Staffel. Die Tour de Ski 2009/10 beendete sie auf dem 41. Platz in der Gesamtwertung. Bei den Olympischen Winterspielen 2010 in Vancouver erreichte sie den 36. Platz über 10 km Freistil und den neunten Rang in der Staffel. Ihre besten Resultate bei den nordischen Skiweltmeisterschaften 2011 in Oslo waren der 31. Platz über 10 km klassisch und den elften Rang in der Staffel. Bei der Tour de Ski 2011/12 und der Tour de Ski 2012/13 kam sie auf den 43. und den 45. Platz. Ihre ersten Weltcuppunkte gewann sie im Dezember 2012 in Canmore mit dem 26. Platz im 10-km-Massenstartrennen und kam im Februar 2013 in Sotschi mit dem 29. Platz im Skiathlon letztmals im Weltcup in die Punkteränge. Bei den nordischen Skiweltmeisterschaften 2013 im Val di Fiemme belegte sie den 63. Platz über 10 km Freistil und im 15-km-Skiathlon. Im Dezember 2013 holte sie bei der Winter-Universiade 2013 in Lago di Tesero Gold im Skiathlon. Ihr bestes Ergebnis bei den Olympischen Winterspielen 2014 in Sotschi war der 51. Platz im 30-km-Massenstartrennen. Letztmals international startete sie bei der Winter-Universiade 2015 in Štrbské Pleso. Dort belegte sie den 23. Platz im Sprint, den 16. Rang über 5 km klassisch und den 15. Platz im 15-km-Massenstartrennen.

## Weltcup-Statistik
Die Tabelle zeigt die erreichten Platzierungen im Einzelnen.
- 1.–3. Platz: Anzahl der Podiumsplatzierungen
- Top 10: Anzahl der Platzierungen unter den ersten zehn
- Punkteränge: Anzahl der Platzierungen innerhalb der Punkteränge
- Starts: Anzahl gelaufener Rennen in der jeweiligen Disziplin
- Hinweis: Bei den Distanzrennen erfolgt die Einordnung gemäß FIS.

| Platzierung         | Distanzrennen a | Distanzrennen a | Distanzrennen a | Distanzrennen a | Distanzrennen a | Skiathlon Verfolgung | Sprint | Etappen- rennen b | Gesamt | Team c | Team c  |
| Platzierung         | ≤ 5 km          | ≤ 10 km         | ≤ 15 km         | ≤ 30 km         | > 30 km         | Skiathlon Verfolgung | Sprint | Etappen- rennen b | Gesamt | Sprint | Staffel |
| ------------------- | --------------- | --------------- | --------------- | --------------- | --------------- | -------------------- | ------ | ----------------- | ------ | ------ | ------- |
| 1. Platz            |                 |                 |                 |                 |                 |                      |        |                   |        |        |         |
| 2. Platz            |                 |                 |                 |                 |                 |                      |        |                   |        |        |         |
| 3. Platz            |                 |                 |                 |                 |                 |                      |        |                   |        |        |         |
| Top 10              |                 |                 |                 |                 |                 |                      |        |                   |        |        | 3       |
| Punkteränge         |                 | 1               |                 |                 |                 | 1                    |        |                   | 2      | 3      | 7       |
| Starts              | 10              | 15              | 2               |                 |                 | 17                   | 17     | 6                 | 67     | 3      | 7       |
| Stand: Karriereende |                 |                 |                 |                 |                 |                      |        |                   |        |        |         |